# At the Speed of Life
At the Speed of Life é o álbum de estreia do rapper americano Xzibit, lançado pela Loud Records em 1 de Outubro de 1996.

## Recepção
| Críticas profissionais | Críticas profissionais |
| Avaliações da crítica  | Avaliações da crítica  |
| Fonte                  | Avaliação              |
| ---------------------- | ---------------------- |
| Allmusic               | [ 1 ]                  |
| Muzik                  | [ 2 ]                  |
| RapReviews             | (8.5/10)               |
| The Source             | [ 4 ]                  |
| Vibe                   | (average)              |
| Q                      | [ 2 ]                  |

## Lista de faixas
| #  | Título                    | Produtor(es)                 | Participação(ões) especiais    | Duração |
| -- | ------------------------- | ---------------------------- | ------------------------------ | ------- |
| 1  | Grand Opening (Interlude) | Craig Sherrad                |                                | 1:32    |
| 2  | At the Speed of Life      | Thayod Ausar                 |                                | 3:45    |
| 3  | Just Maintain             | E-Swift (Eric Brooks)        | Hurricane G, J-Ro              | 3:21    |
| 4  | Eyes May Shine            | E-Swift (Eric Brooks)        |                                | 3:54    |
| 5  | Positively Negative       | Craig Sherrad                | King Tee                       | 3:36    |
| 6  | Don't Hate Me (Interlude) | Thayod Ausar                 |                                | 1:32    |
| 7  | Paparazzi                 | Thayod Ausar                 |                                | 3:56    |
| 8  | The Foundation            | DJ Muggs (Lawrence Muggerud) |                                | 3:55    |
| 9  | Mrs. Crabtree (Interlude) | Saafir (Reggie Gibson)       |                                | 1:17    |
| 10 | Bird's Eye View           | Diamond D (Joseph Kirkland)  | Catastraphe, Hurricane G, J-Ro | 4:42    |
| 11 | Hit & Run (Part II)       | Craig Sherrad                |                                | 3:49    |
| 12 | Carry the Weight          | Thayod Ausar                 |                                | 4:13    |
| 13 | Plastic Surgery           | E-Swift (Eric Brooks)        | Ras Kass, Saafir               | 4:40    |
| 14 | Enemies & Friends         | DJ Pen One                   |                                | 4:01    |
| 15 | Last Words (Interlude)    | Craig Sherrad                |                                | 1:01    |

## Posições dos álbuns nas paradas musicais
| Year | Album                | Chart positions | Chart positions        | Chart positions |
| Year | Album                | Billboard 200   | Top R&B/Hip Hop Albums |                 |
| 1996 | At the Speed of Life | #74             | #22                    |                 |

## Posições dos singles nas paradas musicais
| Ano  | Canção           | Posições nas paradas musicais | Posições nas paradas musicais    | Posições nas paradas musicais |                                    |
| Ano  | Canção           | Billboard Hot 100             | Hot R&B/Hip-Hop Singles & Tracks | Hot Rap Singles               | Hot Dance Music/Maxi-Singles Sales |
| 1997 | "Paparazzi"      | #83                           | #61                              | #9                            | #39                                |
| 1997 | "The Foundation" | -                             | #58                              | #16                           | #29                                |